# Crespos (Padrenda)
Crespos (llamada oficialmente San Xoán de Crespos) es una parroquia del municipio español de Padrenda, en la provincia de Orense, Galicia.

## Toponimia
La parroquia también es conocida por el nombre de San Juan de Crespos.

## Organización territorial
La parroquia está formada por veintiuna entidades de población:
- A Barxa
- Alén
- Ameán
- As Canles
- As Lamas
- Baltamarón
- Carballal
- Casal de Veco
- Freáns
- Gresufe
- Morgade
- O Pontillón
- Pereira
- Redondelo
- Requeixo
- Rodenlas
- San Amaro
- San Roque de Crespos
- Seoane
- Zacumeira
- Zaqueiradas

## Demografía
| Gráfica de evolución demográfica de Crespos entre 2000 y 2023 |
|                                                               |
| Datos según el nomenclátor publicado por el INE.              |